# Megadrillus
Megadrillus är ett släkte av tvåvingar. Megadrillus ingår i familjen rovflugor.
Kladogram enligt Catalogue of Life:
| Megadrillus | \| \| Megadrillus brevipennis \| \| \| \| \| \| Megadrillus heteronevrus \| \| \| \| |
|             | \| \| Megadrillus brevipennis \| \| \| \| \| \| Megadrillus heteronevrus \| \| \| \| |
|             | Megadrillus brevipennis                                                              |
|             |                                                                                      |
|             | Megadrillus heteronevrus                                                             |
|             |                                                                                      |